# Руис, Сальва
Сальвадо́р Ру́ис Родри́гес (исп. Salvador Ruiz Rodríguez; 17 мая 1995, Альбаль), более известный как Са́льва Ру́ис (исп. Sálva Ruíz) — испанский футболист, защитник клуба «Кастельон». Чемпион Европы в возрастной категории до 19 лет.

## Клубная карьера
Сальва — воспитанник системы «Валенсии». За вторую команду клуба, «Месталью», он дебютировал в сезоне 2011/12, но в основном выходил на замену. Тем не менее ему удалось забить один мяч в девятнадцати играх сезона. Начало сезона 2012/13 игрок большей частью проводил на скамейке запасных второй команды «Валенсии», но к середине чемпионата набрав форму, закрепился в основе и в итоге сыграл двадцать шесть матчей, из которых в двадцати четырёх выходил на поле с первых минут.
Перед началом сезона 2013/14 стало известно, что Сальва Руис оказался в списке тех, кто отправится на предсезонную подготовку в США с основной командой «летучих мышей».

## Карьера в сборной
Игрок выступал за различные юношеские сборные команды Испании. Сальва — чемпион Европы в возрастной категории до 19 лет в составе сборной Испании (до 19 лет). На турнире он был запасным защитником и провёл только один матч. Сейчас Сальва играет в молодёжной сборной Испании (до 20 лет), на его счету уже четыре встречи.

## Достижения
- Победитель чемпионата Европы (до 19 лет) (1): 2012